# Haematopota saccae
Haematopota saccae är en tvåvingeart som beskrevs av Leclercq 1967. Haematopota saccae ingår i släktet Haematopota och familjen bromsar.
Artens utbredningsområde är Tunisien. Inga underarter finns listade i Catalogue of Life.